# ヴァルネル・ハーン
ヴァルネル・ロイド・ハーン（Warner Lloyd Hahn、1992年6月15日 - ）は、オランダ・ロッテルダム出身のプロサッカー選手。ハンマルビーIF所属。ポジションはゴールキーパー（GK）。スリナム代表。

## 経歴

### キャリア初期
2008年にスパルタ・ロッテルダムのユースからアヤックス・アカデミーに移籍し、翌年に3年契約を締結。2011年にはケネト・フェルメールとイェルーン・フェルフーフェンに次ぐ第3GKとなるが、同年にヤスパー・シレッセンが加入すると序列を下げた。アヤックスではトップチームで出場することなく、2011-12シーズン限りで契約満了となった。NACブレダからオファーを受けたが、同クラブのキャプテンを務める守護神イェレ・テン・ラウヴェラールの控えとなることを忌避し契約には至らなかった。

### ドルトレヒト
2012-13シーズンよりFCドルトレヒトに2年契約で加入する。2013年2月に肩を負傷し離脱したが、加入初年度のシーズンに正GKとして23試合に出場。ASローマやニューカッスル・ユナイテッドFCなど複数のクラブから関心が寄せられた。

### フェイエノールト
2013年12月、2014-15シーズンより3年間の契約でフェイエノールトへ移籍することが発表された。エルヴィン・ムルデルや同時期に加入し再びチームメイトとなったフェルメールとポジションを争ったが、フレット・ルッテン監督の下で出場機会を得られなかった。実質的なサテライトクラブであるSBVエクセルシオールへの加入が検討されていたが、2014年9月にPECズヴォレへ期限付き移籍することが決定した。アヤックスへ移籍したディーデリク・ブールの後釜としてロン・ヤンス監督の下、9月13日のPSVアイントホーフェン戦で加入後初出場。以降は正GKの座を掴みシーズン38試合に出場、KNVBカップ決勝でもゴールマウスを守った。2014-15シーズンのクラブ最優秀選手としてサポーターにより選出された。
2015-16シーズンよりフェイエノールトに復帰しフェルメールの控えとなったが、2016年1月にはクラブとの契約を2018-19シーズン終了まで延長した。同月18日のリザーブリーグ・SCカンブール戦で前十字靭帯を断裂し長期離脱となる。約10か月間のリハビリを終え、11月のチェルシーFC・リザーブとの試合で戦列に復帰した。以後もトップチームにおいてはフェルメール及びブラッド・ジョーンズの後塵を拝し、2016-17シーズン後半はエクセルシオールへのローンでプレーした。

### ヘーレンフェーン
2017-18シーズンより3年半の契約で、ムルデルが退団したSCヘーレンフェーンに加入。2017年8月13日のFCフローニンゲン戦でリーグ戦初先発を飾ったが、前半9分にモアテン・トルスビーが先制点を挙げたことに歓喜した際に肩を痛め交代となる。クラブはマルティン・ハンセンを補強、自身は2018年1月に再び肩を負傷した。2018-19シーズンにはリーグ戦全試合でゴールマウスを守ったが、翌シーズン後半には膝を負傷し戦線を離脱。同シーズン限りでアベ・レンストラ・スタディオンを去った。膝の手術を受け、2020年10月にはGKに負傷者が続出した古巣ズヴォレのトレーニングに参加した。

### アンデルレヒト
2021年1月、ティモン・ヴェレンロイターのバックアッパーを探していたRSCアンデルレヒトとシーズン終了までの契約を締結した。

### 京都サンガF.C.
2023年1月7日、IFKヨーテボリから京都サンガF.C.に完全移籍で加入。

### 代表
スパルタ・ロッテルダムのユース時代にU-16オランダ代表に招集される。以後はFCドルトレヒトでの活躍もあり各年代で正GKを務めた。
2021年3月24日、2022 FIFAワールドカップ・予選のケイマン諸島代表戦でスリナム代表として初出場。

## 個人成績
| 国内大会個人成績 | 国内大会個人成績 | 国内大会個人成績 | 国内大会個人成績 | 国内大会個人成績 | 国内大会個人成績 | 国内大会個人成績 | 国内大会個人成績  | 国内大会個人成績 | 国内大会個人成績 | 国内大会個人成績 | 国内大会個人成績 |
| 年度             | クラブ           | 背番号           | リーグ           | リーグ戦         | リーグ戦         | リーグ杯         | リーグ杯          | オープン杯       | オープン杯       | 期間通算         | 期間通算         |
| 年度             | クラブ           | 背番号           | リーグ           | 出場             | 得点             | 出場             | 得点              | 出場             | 得点             | 出場             | 得点             |
| 日本             | 日本             | 日本             | 日本             | リーグ戦         | リーグ戦         | リーグ杯         | リーグ杯          | 天皇杯           | 天皇杯           | 期間通算         | 期間通算         |
| ---------------- | ---------------- | ---------------- | ---------------- | ---------------- | ---------------- | ---------------- | ----------------- | ---------------- | ---------------- | ---------------- | ---------------- |
| 2023             | 京都             | 21               | J1               | 0                | 0                | 2                | 0                 |                  |                  |                  |                  |
| 2024             | 京都             | 21               | J1               |                  |                  |                  |                   |                  |                  |                  |                  |
| 通算             | 日本             | 日本             | J1               | 0                | 0                | 2                | 0\|\|\|\|\|\|\|\| |                  |                  |                  |                  |
| 総通算           | 総通算           | 総通算           | 総通算           | 0                | 0                | 2                | 0\|\|\|\|\|\|\|\| |                  |                  |                  |                  |

## 代表歴

### 試合数
- 国際Aマッチ 19試合 0得点（2021年-）[22]

| スリナム代表 | 国際Aマッチ | 国際Aマッチ |
| 年           | 出場        | 得点        |
| ------------ | ----------- | ----------- |
| 2021         | 7           | 0           |
| 2022         | 7           | 0           |
| 2023         | 5           | 0           |
| 2024         |             |             |
| 通算         | 19          | 0           |

## 人物
スリナムにルーツを持つ。